# Les Blagues belges
Les Blagues belges est une série de bande dessinée.
- Scénario : Pluk
- Dessins et couleurs : Éric Dérian, Philippe Larbier

## Albums
- Tome 1 : Tome une fois ! (2006)
- Tome 2 : Tome deux fois !! (2007)
- Tome 3 : Dites-le avec des frites ! (2008)
- Tome 4 : Plus belge la vie

## Publication

### Éditeurs
- Delcourt (Collection Humour de rire) : Tomes 1, 2, 3 et 4 (première édition des tomes 1, 2, 3 et 4).